# Bondstorps socken
Bondstorps socken i Småland ingick i Mo härad (före 1870 i Östbo härad), uppgick 1952 i Vaggeryds köping och området ingår sedan 1971 i Vaggeryds kommun i Jönköpings län och motsvarar från 2016 Bondstorps distrikt.
Socknens areal är 100,46 kvadratkilometer, varav land 93,50. År 2000 fanns här 356 invånare. Kyrkbyn Bondstorp med sockenkyrkan Bondstorps kyrka ligger i socknen. 

## Administrativ historik
Bondstorps socken har medeltida ursprung.
Före 1870 ingick socknen administrativt i Östbo härad med en mindre del i Mo härad (Stengårdshults jordebokssocken): Holabo nr 1, Rasten nr 1 jämte utjorden Biskopsdal nr 2.
Vid kommunreformen 1862 övergick socknens ansvar för de kyrkliga frågorna till Bondstorps församling och för de borgerliga frågorna till Bondstorps landskommun.  Landskommunen övergick uppgick 1952 i Vaggeryds köping som 1971 uppgick i Vaggeryds kommun. Församlingen uppgick 2010 i Byarum-Bondstorps församling.
1 januari 2016 inrättades distriktet Bondstorp, med samma omfattning som församlingen hade 1999/2000. 
Socknen har tillhört samma fögderier och domsagor som Mo härad. De indelta soldaterna tillhörde Jönköpings regemente, Mo härads kompani och Smålands grenadjärkår, Jönköpings kompani.

## Geografi
Bondstorps socken ligger kring Rasjön. Socknen är en höglänt skogs- och mosstrakt.

## Fornlämningar
Känt från socknen är fyra boplatser från stenåldern samt rösegrav med domarring och två gravfält från äldre järnåldern.

## Namnet
Namnet (1299 Bothengsthorp ) kommer från kyrkbyn. Förleden har bildats från ett mansnamn, Both(i)ägn. Efterleden är torp, nybygge.
Före 22 oktober 1927 skrevs namnet även Bonstorps socken.

### Fotnoter
1. 1 2  Svensk Uppslagsbok Bondstorps socken Arkiverad 14 februari 2015 hämtat från the Wayback Machine.
2. 1 2  Harlén, Hans; Harlén Eivy (2003). Sverige från A till Ö: geografisk-historisk uppslagsbok. Stockholm: Kommentus. Libris 9337075. ISBN 91-7345-139-8
3. ↑  ”Församlingar”. Statistiska centralbyrån. https://www.scb.se/hitta-statistik/regional-statistik-och-kartor/regionala-indelningar/forsamlingar/. Läst 30 december 2022.
4. ↑  Administrativ historik för Bondstorp socken (Klicka på församlingsposten). Källa: Nationella arkivdatabasen, Riksarkivet.
5. ↑  Indelta soldater, torp och rotar i Jönköpings län Arkiverad 24 januari 2012 hämtat från the Wayback Machine. Jönköpingsbygdens Genealogiska Förening
6. 1 2  Sjögren, Otto (1931). Sverige geografisk beskrivning del 2 Östergötlands, Jönköpings, Kronobergs, Kalmar och Gotlands län. Stockholm: Wahlström & Widstrand. Libris 9939
7. 1 2  Nationalencyklopedin
8. ↑  Fornlämningar, Statens historiska museum: Bondstorps socken
9. ↑  Fornminnesregistret, Riksantikvarieämbetet: Bondstorps socken Fornminnen i socknen erhålls på kartan genom att skriva in sockennamn (utan "socken") i "Ange geografiskt område"
10. ↑  Mats Wahlberg, red (2003). Svenskt ortnamnslexikon. Uppsala: Institutet för språk och folkminnen. Libris 8998039. ISBN 91-7229-020-X. https://isof.diva-portal.org/smash/get/diva2:1175717/FULLTEXT02.pdf